# На Хаті рекордз
На Хаті Рекордз — це комплекс студій, створений для запису, обробки та зведення звуку, що знаходиться в місті Васильків, Київської області, Україна. Студія заснована в 2003 році Олександром Садовцем. Протягом років проходила структурний розвиток. З 2010 року студія переїхала в нове приміщення збудоване за інженерною розробкою Ігоря Куриловича.

## Основні артисти, які записувались на студії
Скрябін, DZIDZIO, Ilya Yeresko's Latin Rhythm, Українські народні пісні, Х'юманз, Снегирь, Un Ryuu, Бумбокс, Марія Бурмака, VovaZIL'Vova, Social Classes, Ольга Горбачова & Артіка,  Rumores band, Пильца, A.R.M.I.A., Олександр Пушний, Дмитро Маліков, Влад Дарвін, The Hardkiss, Asia Tengri, Acoustic Quartet, Dekolte, Dislocados, Dudko sextet, Lavika, MoonLight, The Revealed, Unerase, Viktor Pavelko Quartet, One Planet Orchestra, XS, Авіатор, АССА, Амеро, Артем JAZZGUN Васильченко-Quintet, Анна Чайковська, Віталій Волкомор, Влад Левицький, Джамала, Джуліан Такер (Julian Tucker UK), Карл Фрієрсон (Karl Frierson), Квартет Олега Пашковського, Наталя Шелепницька, неАнгелы, Лаура Марті (Laura Marti), Амадор Лопес & Rumbero's, Пающие трусы, Антон Лірник Band, Таліта Кум, Art Demur, Пісні Наших Днів.

## Приміщення студії
З 2010 року і по сьогодні студія працює в приміщенні, яке складається з чотирьох студій інженера чи аранжувальника і трьох кімнат для запису інструментів. У всіх приміщеннях виконана спеціальна звукоізоляційна та звукопоглинальна обробка.
Також в приміщенні знаходяться кухня, зона відпочинку і туалет.

### Головна акустична кімната
Це акустично збалансоване приміщення для роботи із живим звуком всього спектру — від вокалів до барабанів. У кімнаті передбачено три незалежних акустичних простори: основний зал 25 кв.м, середня 7 кв.м, та мала 4 м² акустична кімната. Всі вони мають прямий візуальний контакт між музикантами та звукорежисером чи продюсером. Це дає змогу одночасно записувати різні акустичні інструменти без пересічення звукового поля, що дає хорошу можливість для перезапису окремих доріжок в мультисесії і дає можливість досконалої редакції окремих треків.

### Апаратні
Студія має 4 апаратні для різних цілей. Студія А, Б, Ц, Д.